# زومو
زومو (انگلیسی: ZooMoo) شرکت رسانه‌ای سنگاپوری است، که در سال ۲۰۱۳ تأسیس شد.